# Lothar Zirngiebl
Lothar Zirngiebl (* 5. Oktober 1902 in Freising; † 8. Juli 1973 in Hildesheim) war ein deutscher Entomologe und Schulleiter.

## Leben
Lothar Zirngiebl besuchte die Oberrealschule in München, Speyer und Ludwigshafen am Rhein, das geplante Medizinstudium konnte er aber wegen einer schweren Gesundheitsschädigung aus dem Dienst im Ersten Weltkrieg nicht aufnehmen. Das Interesse an der Entomologie verdankte er seinem Vater, dem Studienprofessor und Oberstudienrat Dr. Hermann Zirngiebl. Dieser war für einige Zeit an der Bayerischen Station für Pflanzenschutz und Pflanzenkrankheiten in Weihenstephan tätig, befasste sich auch später bis zu seinem Tod im Jahr 1946 noch mit den Krankheiten von Kulturpflanzen und der Erforschung der Käfer- und Blattwespenfauna.
Lothar Zirngiebl wurde nach Besuch der Lehrerbildungsanstalt (1922–1923) Lehrer in Leistadt, heute Ortsteil von Bad Dürkheim. In seiner Freizeit widmete er sich intensiv entomologischen Studien, unternahm unzählige Exkursionen und hielt seine Naturbeobachtungen akribisch fest. Er spezialisierte sich auf die Blattwespen und veröffentlichte zahlreiche Schriften, die sich mit der Lebensweise, der Morphologie und der Verbreitung dieser Tiergruppe befassten. Aufgrund seiner wissenschaftlichen Veröffentlichungen legte er 1936 das Begabtenabitur ab. 1942 bis 1946 nahm er als Sanitätsunteroffizier und Laborant am Zweiten Weltkrieg teil. Ab 1949 nahm er wieder seinen Lehrerberuf auf, diesmal als Hauptlehrer und Schulleiter der jungen Gemeinde Birkenheide. 1962 musste er wegen gesundheitlicher Probleme in den vorzeitigen Ruhestand treten und zog nach Himmelsthür bei Hildesheim, den Heimatort seiner Frau, wo er 1973 starb. Seine Sammlung einschließlich der Mehrzahl der Primärtypen befindet sich in der Zoologischen Staatssammlung München; weitere Typen neu beschriebener Taxa befinden sich am Naturhistorischen Museum in Wien, am Staatlichen Museum für Naturkunde in Stuttgart, am Westfälischen Museum für Naturkunde in Münster, am Naturhistorischen Museum in Helsinki und am Musée Cantonal de Zoologie in Lausanne.

## Bedeutung
Zirngiebl machte sich vor allem um die Erforschung der pfälzischen Hautflüglerfauna verdient, auch wenn sein Plan eines „Rheinischen Hymenopterenkatalogs“ an den Folgen des Zweiten Weltkrieges scheiterte. Auf dem Gebiet der Pflanzenwespen, die er auch durch zahlreiche Zuchtexperimente studierte, erwarb er sich einen internationalen Ruf. Durch die Mitarbeit an den zoologischen Sammlungen in Frankfurt, München, Stuttgart, Bremen und Wien wurde er zu einem gefragten Kenner, dem aus vielen Teilen der Welt Insekten zur Bestimmung zugesandt wurden. Bekannt wurde er auch durch seine anschaulichen und oft amüsanten Schilderungen, die sich mit dem Insektenleben seiner Heimat befassten. Das publikatorische Werk umfasst 84 Veröffentlichungen. Zirngiebl beschrieb sechs neue Gattungen und Untergattungen und 66 neue Arten und Varietäten, von denen heute nur noch zehn als gültige Namen für Gattungen (1), Untergattungen (1) oder Arten (8) anerkannt sind.

## Werke (Auswahl)
- Zirngiebl, L. 1929: Zum Vorkommen der Blattwespen in der Pfalz. (Rheinisches Faunengebiet.) Zusammengestellt nach der Blattwespensammlung von Dr. Hermann und Lothar Zirngiebl. Pfälzisches Museum - pfälzische Heimatkunde 46/25: 48-52.
- Zirngiebl, L. 1930: Die Sägen der Blattwespen. I. Teil. Mitteilungen des Pfälzischen Vereins für Naturkunde Pollichia N. F. 90-91[1929-1930]: 267-306.
- Lothar Zirngiebl: Experimentelle Untersuchungen über die Bedeutung der Cenchri bei den Blattwespen. In: Beiträge zur naturkundlichen Forschung in Südwestdeutschland. Band 1, Nr. 1, 1936, S. 37–41 (zobodat.at [PDF; 225 kB; abgerufen am 19. April 2023]).
- Lothar Zirngiebl: Die Legewerkzeuge der Blattwespen (Tenthredioidea). I. Teil. In: Beiträge zur naturkundlichen Forschung in Südwestdeutschland. Band 2, Nr. 1, 1937, S. 68–99 (zobodat.at [PDF; 4,3 MB; abgerufen am 19. April 2023]).
- Lothar Zirngiebl: Die Legewerkzeuge der Blattwespen (Tenthredioidea). II. Teil. In: Beiträge zur naturkundlichen Forschung in Südwestdeutschland. Band 3, Nr. 1, 1938, S. 39–65 (zobodat.at [PDF; 4,1 MB; abgerufen am 19. April 2023]).
- Zirngiebl, L. 1940: Beobachtungen zur Eiablage bei Blattwespen (Hym. Tenthred.). Mitteilungen der Deutschen Entomologischen Gesellschaft 9(6-7): 87-88.
- Zirngiebl, L. 1953: Tenthredinoiden aus der Zoologischen Staatssammlung in München. Mitteilungen der Münchner Entomologischen Gesellschaft 43: 234-238.
- Zirngiebl, L. 1953: Zur Wespenfauna der Pfalz. – Mitteilungen der Pollichia N.F. 3,1: 160-179.
- Zirngiebl, L. 1954: Zur Wespenfauna der Pfalz. II. Teil: Blatt-, Holz- und Halmwespen. Mitteilungen der Pollichia III. Reihe 2: 119-194.
- Zirngiebl, L. 1956: Blattwespen aus Iran. Mitteilungen der Münchner Entomologischen Gesellschaft 46: 322-326.
- Zirngiebl, L. 1957: Neue nordafrikanische Blattwespen (Hym., Tenthr.). Mitteilungen der Schweizerischen Entomologischen Gesellschaft 30(2): 171-174.
- Zirngiebl, L. 1957. Zur Wespenfauna der Pfalz. III. Teil. Mitteilungen der Pollichia N.F. 3,4: 168-200.
- Zirngiebl, L. 1961: Zur Wespenfauna der Pfalz, 1. Ergänzung. Mitteilungen der Pollichia, III. Reihe 8: 181-191.
- Zirngiebl, L. & Hoop, M. 1969: Zum Vorkommen von Athalia scutellariae Cameron (Hymenopt., Tenthredinidae) in Norddeutschland. Faunistisch-ökologische Mitteilungen 3(7/8): 286.